# Морель, Эдмунд Дене
Эдмунд Дене Морель (имя при рождении Жорж Эдмон Пьер Ахилл Морель де Виль; 10 июля 1873, Париж — 12 ноября 1924, Бови-Трейси, графство Девон, Англия) — британский журналист, писатель-публицист, активист в защиту мира и политик.
Родился в Париже. Его отец был французским гражданским служащим, мать — англичанкой-квакеркой. Когда ему было четыре года, его отец умер, а мать рассорилась с семьёй покойного и растила сына сама. Первоначально она отправила его в Англию для обучения в школе-интернате, но в 1888 году заболела и не смогла более оплачивать его обучение. Морелю пришлось вернуться в Париж и устроиться на работу банковским клерком; к 1891 году он накопил достаточно денег, чтобы перевезти свою мать в Великобританию, и тогда же сам получил должность клерка в ливерпульской фирме, занимавшейся морскими перевозками. В 1896 году он сумел получить британское гражданство и официально изменил своё имя на англизированное. С 1893 года начал писать публицистические статьи, в которых осуждал французскую колониальную политику и выступал в защиту прав народов Африки.
Совместно с Роджером Кейсментом Морель основал Общество по проведению реформ в Конго — организацию, деятельность которой была направлена против жестокой эксплуатации коренного населения так называемого Свободного государства Конго, объявленного личным владением бельгийского короля Леопольда II. Кейсмент ранее стал членом особой комиссии, созданной британским правительством для расследования ситуации в Конго, результаты которой были опубликованы в 1904 году под названием «Доклад по Конго».
Морель основал собственную газету — West African Mail, на страницах которой обнародовалась информация о ситуации в Конго. В 1906 году в печати появилась его книга «Красный каучук», вызвавшая волну возмущения в Бельгии и Европе. После разразившегося скандала (возникшего не только после публикации книги, но и по целому ряду иных публикаций и обстоятельств) Леопольд II был вынужден продать в 1908 году Конго бельгийскому правительству.
Во время Первой мировой войны Морель участвовал в британском пацифистском движении, был одним из основателей и секретарём «Союза демократического контроля» и членом Либеральной партии. Морель — как и Кейсмент — впоследствии был дискредитирован обвинениями в германофильстве. После окончания войны вступил в Независимую рабочую партию. Похоронен на лондонском кладбище Голдерз-Грин.